# Skarven (Insel)
Der Skarven (norwegisch für Schlingel, Tunichtgut) ist ein Klippenfelsen westlich bis nordwestlich der subantarktischen Bouvetinsel im Südatlantik. Er liegt etwa 700 m westlich des Kap Circoncision.
Wissenschaftler des Norwegischen Polarinstituts benannten ihn 1981.